# Otovci
Otovci – wieś w Słowenii, w gminie Puconci. W 2018 roku liczyła 214 mieszkańców.